# Serica puetzi
Serica puetzi är en skalbaggsart som beskrevs av Ahrens 2005. Serica puetzi ingår i släktet Serica och familjen Melolonthidae. Inga underarter finns listade i Catalogue of Life.